# Штам «Андромеда» (фільм)
«Штам „Андромеда“» (англ. The Andromeda Strain) — американський науково-фантастичний трилер 1971 року, поставлений режисером Робертом Вайзом за однойменним романом Майкла Крайтона 1969 року. Фільм був номінований у двох категоріях на здобуття кінопремії «Оскар» 1972 року — за найкращі декорації та найкращий монтаж стрічки .

## Сюжет
Військовий супутник, що розшукує в космосі зразки невідомих мікроорганізмів для створення нової бактеріологічної зброї, вийшов з ладу і впав на містечко Підмонт в Аризоні. Загадкова субстанція вирвалася з апарату, затверділа й перетворила на пісок кров загиблих. Майже усі жителі містечка померли, живими залишилися лише старий і немовля.
У обставинах найсуворішої секретності армійське командування збирає групу учених (хірург, біолог, хімік та ін.), які закриваються для досліджень в місті-лабораторії під назвою «Зірниця» (англ. Wildfire), захованому в підземелля бутафорського агрономічного інституту в Неваді. Намагаючись визначити природу субстанції, учені досить швидко приходять до висновків, що лякають: йдеться про мікроорганізм, якому вони дають ім'я «Штам „Андромеда“»: він поширюється повітрям, репродукується з великою швидкістю та діє як реактив, здатний перетворювати матерію на енергію, а енергію, — в матерію. Раніше учені радили президентові США скинути на містечко атомну бомбу; тепер вони благають його скасувати бомбардування: вона лише посилить потужність штаму «Андромеда» і зробить її практично безмежною. На щастя, субстанція починає мутувати в неінфекційну форму. У ході експериментів учені роблять ще одне дивовижне відкриття: субстанція, яка в жодному разі не повинна була потрапити на свіже повітря, спрямовувалася в «Зірницю» для експериментів на предмет можливої бактеріологічної війни. Учені відвозять речовину до моря, де, як вони сподіваються, лужна реакція знищить його назавжди.

## У ролях
| • Артур Гілл      | … | доктор Джеремі Стоун |
| • Девід Вейн      | … | доктор Чарлз Даттон  |
| • Джеймс Олсон    | … | доктор Марк Голл     |
| • Кейт Рід        | … | доктор Рут Лівітт    |
| • Пола Келлі      | … | Керен Енсон          |
| • Джордж Мітчелл  | … | Джексон              |
| • Рамон Бієрі     | … | майор Менчек         |
| • Пітер Гоббс     | … | генерал Спаркс       |
| • Керміт Мердок   | … | доктор Робертсон     |
| • Річард О'Брайєн | … | Граймс               |
| • Ерік Крістмас   | … | сенатор з Вермонта   |

## Знімальна група
- Автор сценарію — Нелсон Гіддінг за романом Майкла Крайтона «Штам „Андромеда“» (1969)
- Режисер-постановник — Роберт Вайз
- Продюсер — Роберт Вайз
- Оператор — Річард Г. Клайн
- Композитор — Джил Мелл
- Монтаж — Стюарт Гілмор, Джон В. Голмс
- Художник-постановник — Борис Левен
- Художник з костюмів — Гелен Колвіг
- Художник-декоратор — Рубі Р. Левітт
- Артдиректор — Вільям Г. Тунтке

## Нагороди та номінації
| Список нагород та номінацій | Список нагород та номінацій | Список нагород та номінацій                            | Список нагород та номінацій                   | Список нагород та номінацій | Список нагород та номінацій |
| Кінопремія                  | Рік                         | Категорія                                              | Номінант(и)                                   | Результат                   |                             |
| --------------------------- | --------------------------- | ------------------------------------------------------ | --------------------------------------------- | --------------------------- | --------------------------- |
| Премія «Оскар»              | 1972                        | Найкращі декорації до фільму                           | Борис Левен, Вільям Г. Тунтке, Рубі Р. Левітт | Номінація                   |                             |
| Премія «Оскар»              | 1972                        | Найкращий монтаж                                       | Стюарт Гілмор, Джон В. Голмс                  | Номінація                   |                             |
| Премія «Золотий глобус»     | 1972                        | Найкраща оригінальна музика до фільму — Художній фільм | Джил Мелле                                    | Номінація                   |                             |
| Премія «Г'юго»              | 1972                        | Найкраща драматична презентація                        | Штам «Андромеда»                              | Номінація                   |                             |